# Oskar Schwer
Oskar Schwer  (* 18. November 1872 in Triberg; † 12. April 1921 in Essen) war ein deutscher Architekt.

## Leben

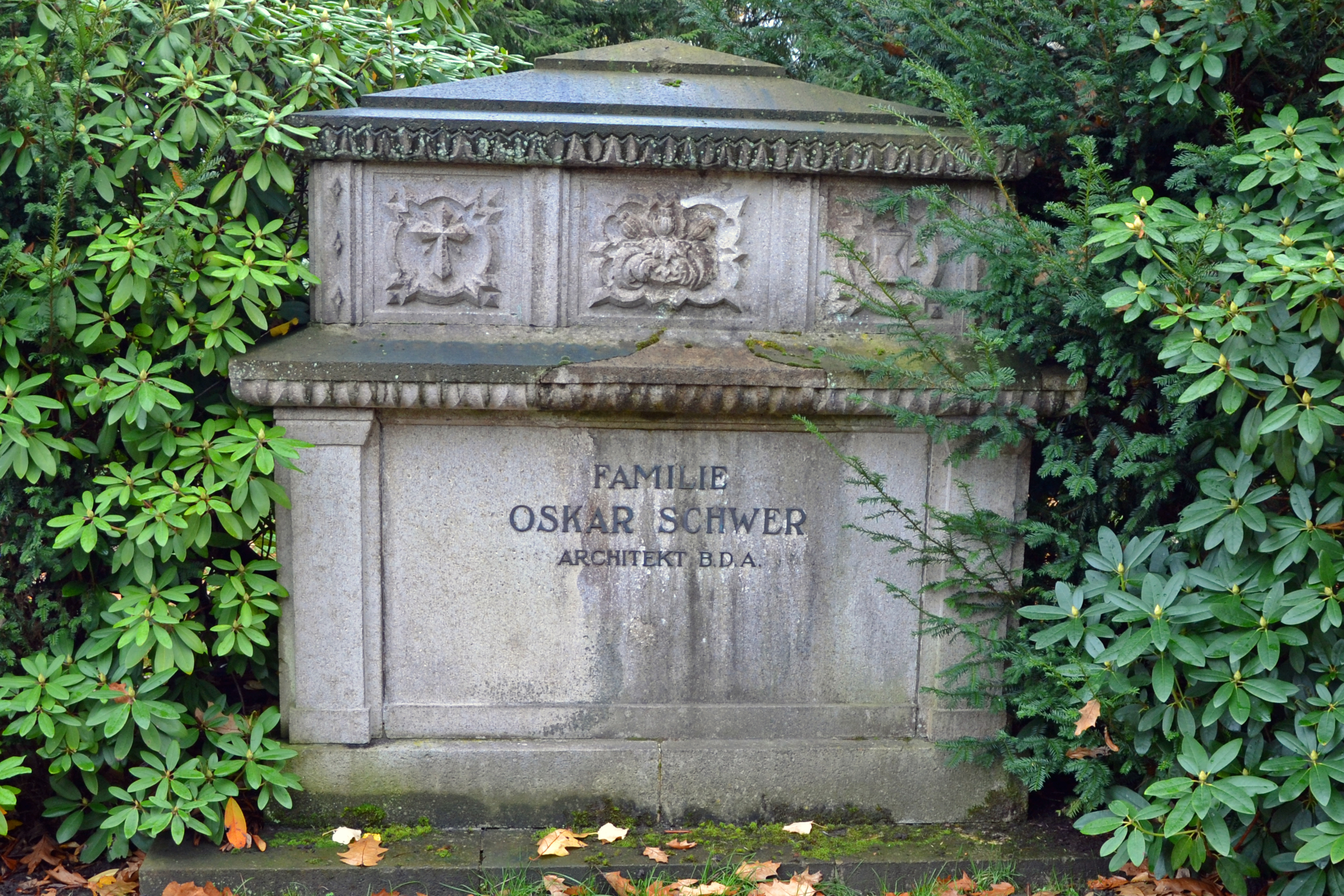
Grabmal auf dem Friedhof Bredeney

Oskar Schwer war seit 1901 mit seiner Ehefrau Maria in Essen ansässig. Dort kamen seine Tochter Barbara und sein Sohn Oskar zur Welt.
Als selbstständig berufstätiger Architekt war er seit 1908 Mitglied im Bund Deutscher Architekten. Er war vielfach für Bergbau-Unternehmen des Ruhrgebiets und deren Manager tätig, dabei entstanden sowohl Verwaltungsgebäude als auch Wohnsiedlungen und repräsentative Villen.
Oskar Schwer wurde auf dem Friedhof Bredeney in Essen beigesetzt.

## Bauten
- 1901: Wohnhaus in Rüttenscheid, Hedwigstraße 34 Lage[1]
- vor 1908: Damenheim der Ernst und Helene Waldhausen-Stiftung[2]
- 1908: Bergarbeiter-Siedlung für die Zeche Friedrich Ernestine in Essen-Stoppenberg[2]
- 1909–1912: Bergarbeiter-Siedlung Gottfried-Wilhelm-Kolonie der Zeche Gottfried Wilhelm in Essen-Rellinghausen, Gottfried-Wilhelm-Straße, Mausegattstraße u. a.Lage[3]
- 1910: Verwaltungsgebäude für die Rheinisch-Westfälische Hütten- und Walzwerks-Berufsgenossenschaft in Essen, Ottilienstraße (nicht erhalten)[4]
- 1910–1911: Wohnhaus für den Bergwerksdirektor Fritz Winkhaus[5] im Moltkeviertel in Essen-Huttrop, Robert-Schmidt-Straße 5 (seit 1988 unter Denkmalschutz)Lage[6]
- nach 1910: Wohn- und Geschäftshaus für Heinrich Strunk in Rüttenscheid, Rosastraße 2–4 / Rüttenscheider Straße 97–103 (nach 1920 als Verwaltungsgebäude der Gelsenkirchener Bergwerks-AG genutzt, seit 1993 unter Denkmalschutz) Lage[7]
- 1911: Verwaltungsgebäude der Firma Heinrich Koppers und Wohnhaus der Familie Heinrich Koppers im Moltkeviertel, Moltkeplatz 61 / Moltkestraße 29 (seit 1985 unter Denkmalschutz) Lage[8]
- 1911–1919: Bergarbeiter-Siedlung Oberdorstfeld der Zeche Dorstfeld in Dortmund-Dorstfeld (seit 1993 unter Denkmalschutz) Lage[9][10]
- 1913–1914: Möbelkaufhaus der Gebr. Schürmann AG in Essen, Kettwiger Straße 44 / Zwölfling (seit 1992 unter Denkmalschutz) Lage [11]
- 1913–1914: Wohnhaus für Gisbert Gillhausen in Rüttenscheid, Alfredstraße 66Lage
- 1914: Verwaltungsgebäude der Zeche Friedrich der Große in Herne-Horsthausen, Albert-Klein-Straße 1 (um 1987 genutzt durch das Evangelische Kreiskirchenamt, seit 2000 Leerstand, 2021 nach Brandstiftung bis auf die Fassade abgerissen[12])Lage[13][14]
- 1914: Filiale der Essener Credit-Anstalt AG (ECA) in Borbeck, Marktstraße 37Lage[2]
- um 1920: Wohnhaus Moltkestraße 46 im Moltkeviertel in Essen (seit 1985 unter Denkmalschutz)Lage[15][16]
- 1921–1923: Filiale der Essener Credit-Anstalt in Duisburg-Ruhrort, Hafenstraße 27/29  (sog. Afrikahaus)Lage[17]

Auswahl der Bauwerke
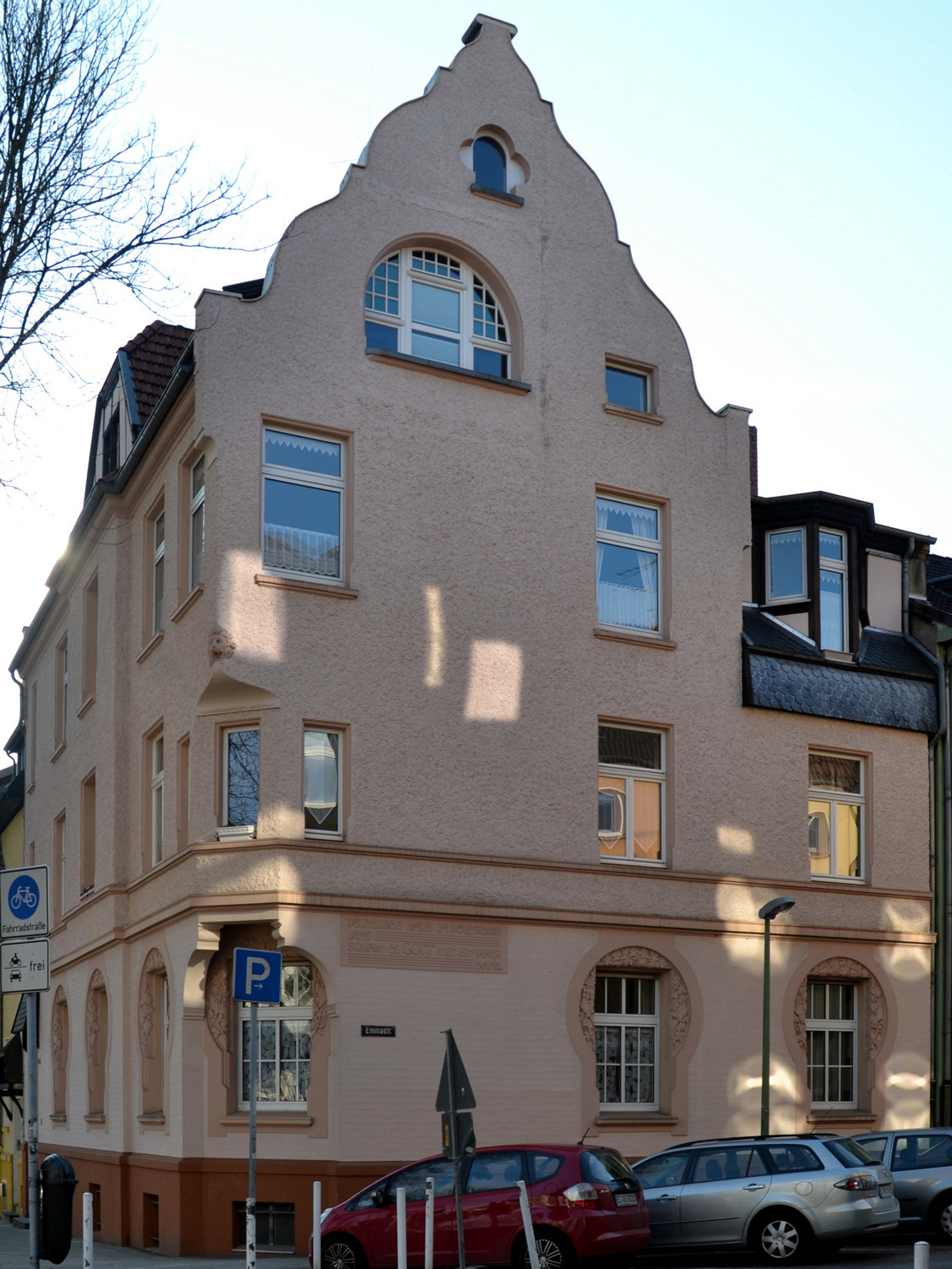
Wohnhaus in Essen-Rüttenscheid (1901)
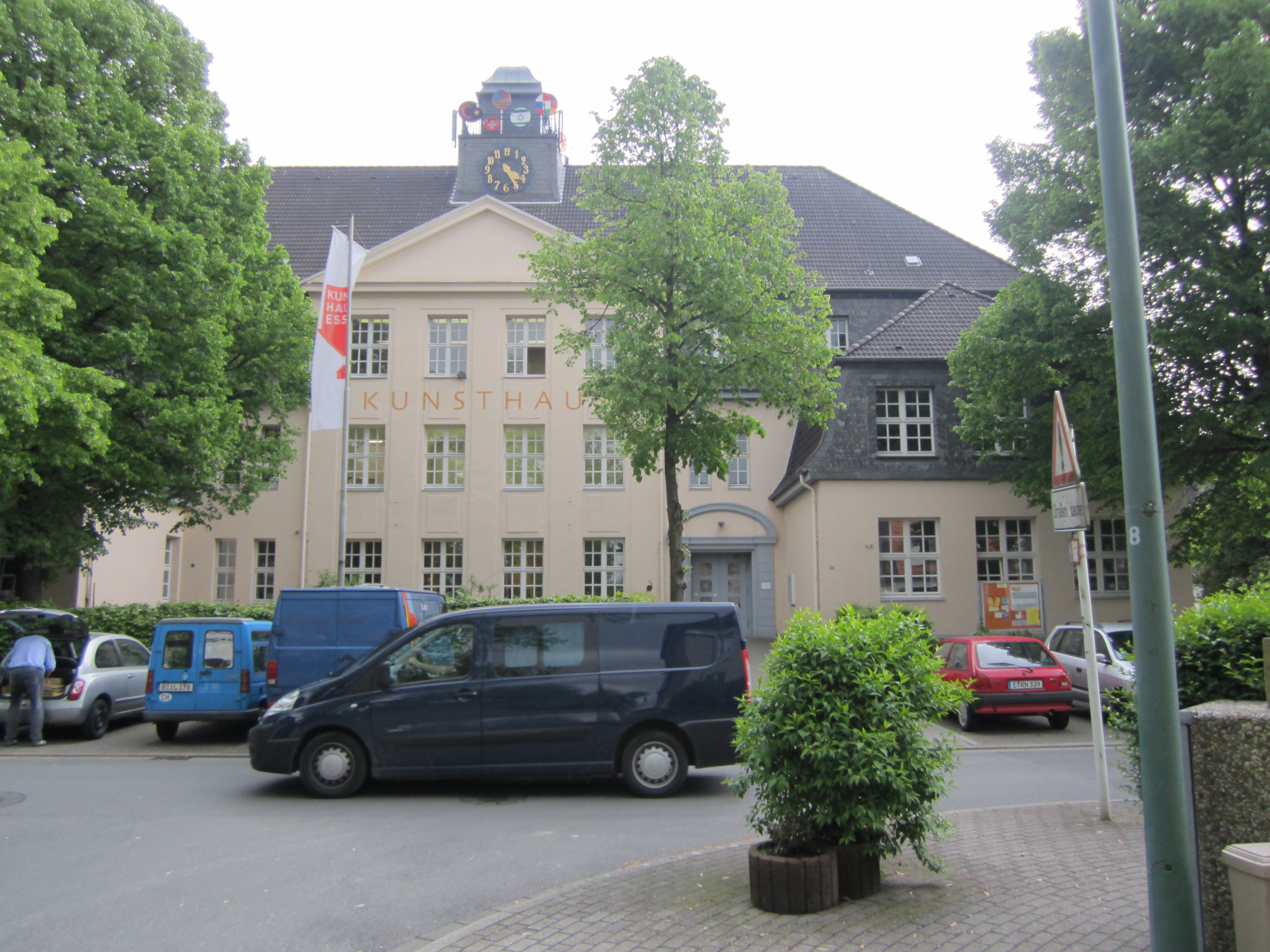
Volksschule in der Gottfried-Wilhelm-Kolonie, heute Kunsthaus Essen (1908–1912)
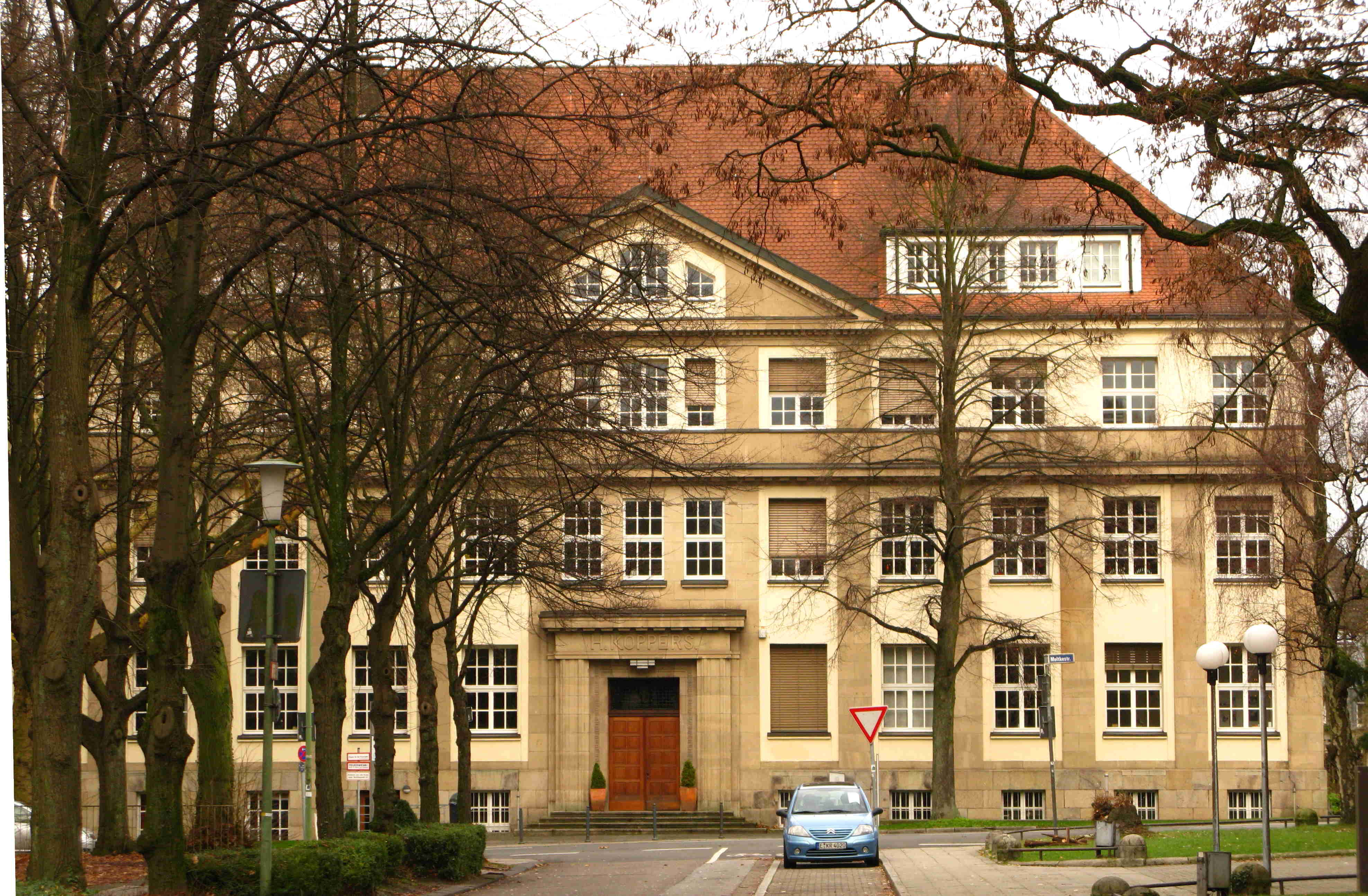
Verwaltungsgebäude der Firma Koppers im Essener Moltkeviertel (1911)
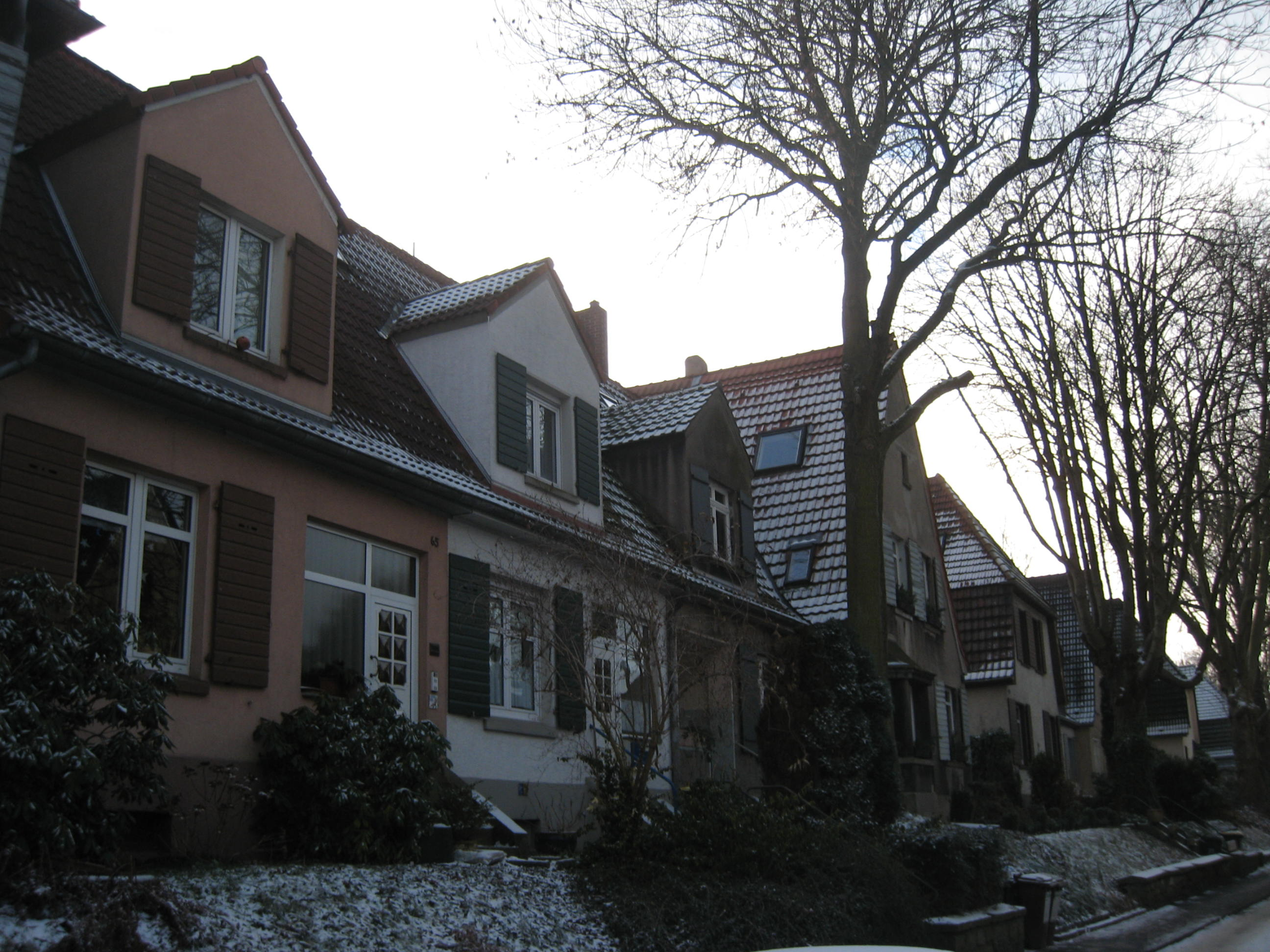
Siedlung Oberdorstfeld (1911–1919)
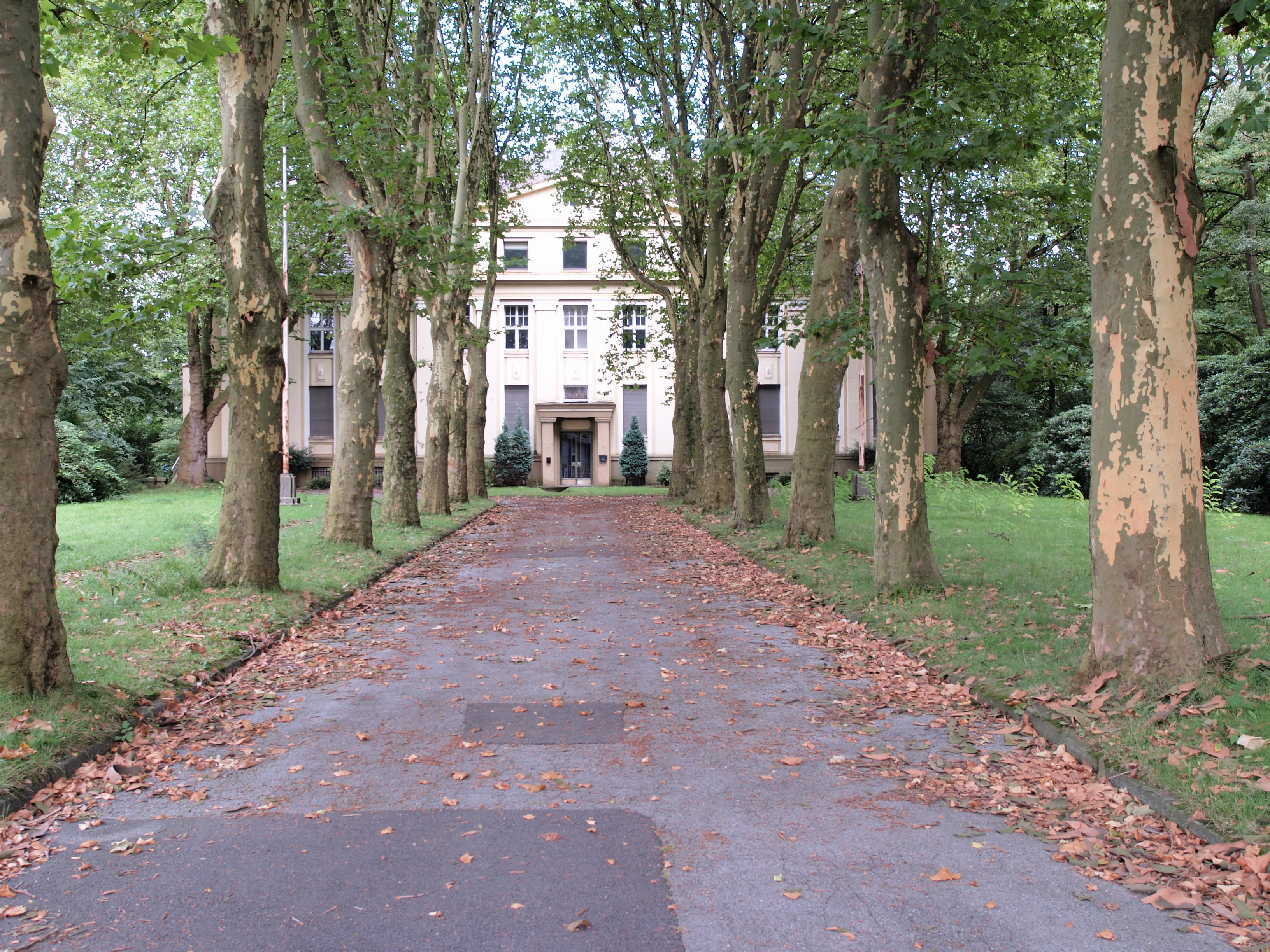
Verwaltungsgebäude der zeche Friedrich der Große (1914)
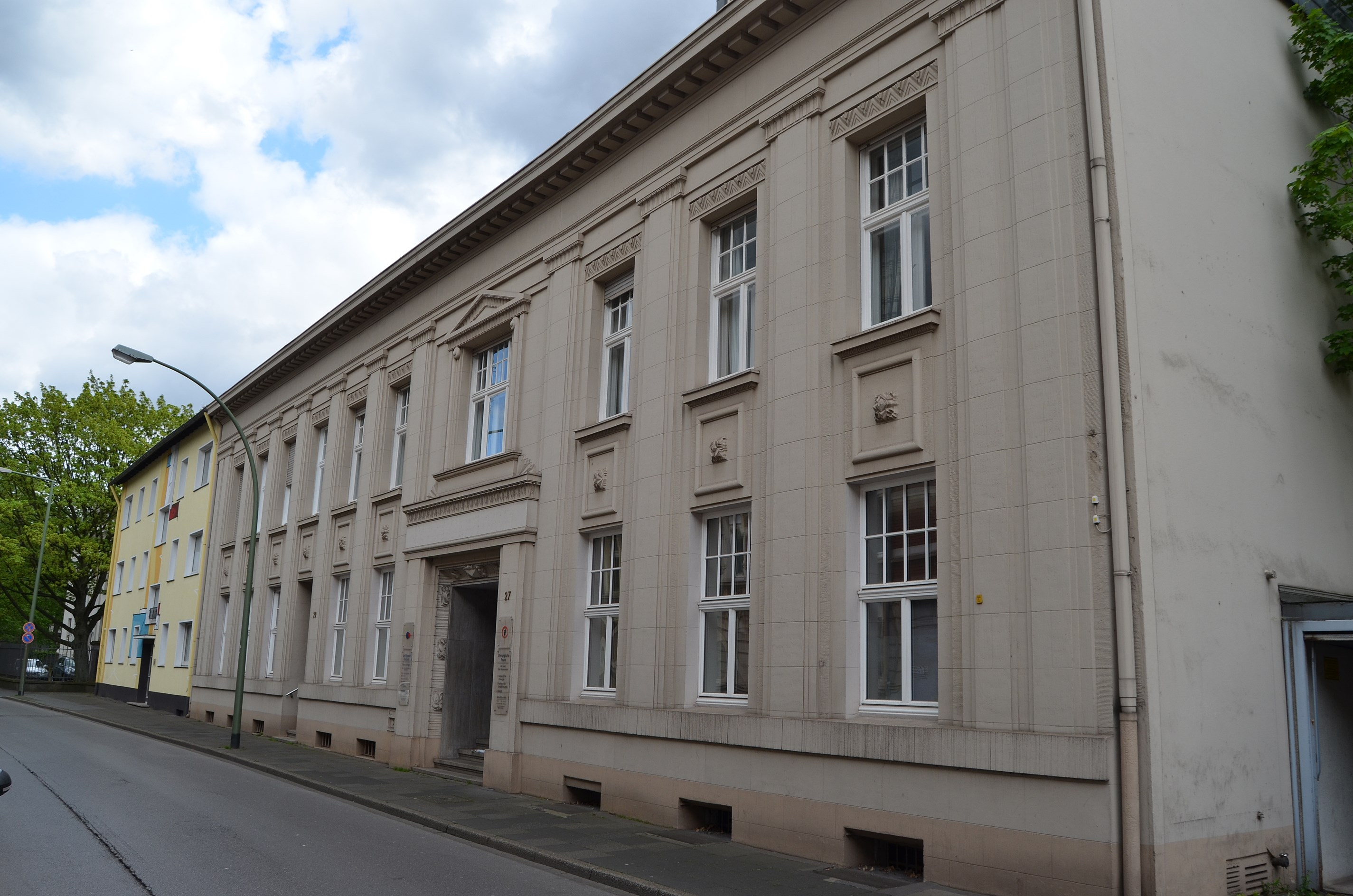
Gebäude der Essener Credit-Anstalt in Duisburg-Ruhrort (1921–1923)